# Christoph Haunold
Christoph Haunold (* 18. Oktober 1610 Altenthann; † 22. Juni 1689 in Ingolstadt) war ein deutscher Jesuit, Philosoph, Theologe und Hochschullehrer.

## Leben
Haunold war zunächst Edelknabe am Hof des Kurfürsten in München. 1630 trat er in den Jesuitenorden ein. Er absolvierte sein Studium in Rom sowie an der Universität Ingolstadt und empfing die Priesterweihe. Nachdem er in Freiburg im Breisgau die Humaniora gelehrt hatte, wurde er 1642 Professor der Philosophie an der Universität Dillingen, an der er bis 1645 verblieb. Anschließend wechselte er an die Universität Ingolstadt zurück, an der er zunächst ebenso Philosophie lehrte und ab 1653 als ordentlicher Professor der Theologie tätig war, wobei er insbesondere die Kontroverstheologie und Moraltheologie vertrat. Wann er zum Doktor der Theologie promoviert wurde, ist nicht bekannt.
Haunold war neben seiner Professur von 1666 bis 1674 zugleich auch Studienpräfekt in Ingolstadt. Als seine Hauptwerke gelten Logica Practica In Regulas Digesta und Theologiae Speculativae Scholasticis Praelectionibvs Et Exercitiis Accommodatae Libri VI. Er war ein Anhänger der Hexenverfolgung.

## Werke (Auswahl)
- Philosophia de anima sensitiva, Akademieverlag, Dillingen 1645.
- Philosophia de anima rationali, Akademieverlag, Dillingen 1645.
- Logica Practica In Regulas Digesta, Eder, Ingolstadt 1646 (mehrfach aufgelegt, zuletzt Göttingen 1752).
- Pro Infallibilitate Ecclesiæ romanæ Notæ responsoriæ, seu Succincta Defensio adversus Opusculum Hermanni Conringii, Cujus titulus est: Fvndamentorvm Fidei Pontificiæ Concvssio, Haugenhofer, Amberg 1652.
- Institvtionvm Theologicarvm Libri Qvatvor, Hänlin, Ingolstadt 1659.
- Theologiae Speculativae Scholasticis Praelectionibvs Et Exercitiis Accommodatae Libri VI, Knab, Ingolstadt 1670.
- Controversiarvm De Justitia Et Jure Privatorum Vniverso Nova Et Theorica Methodo, 4 Bände, Knab, Ingolstadt 1671–1672.
- Jurisprudentiae Judiciariae, 2 Bände, Zinck, Ingolstadt 1674.